# Алабамская Библия
Алаба́мская Би́блия (англ. Alabama State Bible) — издание Библии короля Якова, датированное 1853 годом, являющееся старейшим символом американского штата Алабама. Хранится на выставке в Департаменте архивов и истории Алабамы в городе Монтгомери.
Алабамская Библия была куплена в 1853 году Исполнительным департаментом правительства штата и с тех пор использовалась на инаугурациях губернаторов штата. Библия также использовалась при инаугурации Джефферсона Дэвиса, который приносил присягу в качестве президента Конфедеративных Штатов Америки в Алабаме 18 февраля 1861 года.
На форзаце библии есть надпись: «Исполнительный офис, Алабама, 1853». Существует также запись внутри передней обложки от судьи Верховного суда Алабамы Джона Фелана, подтверждающего, что эта библия действительно использовалась Джефферсоном Дэвисом.